# Ghiacciaio Valhalla
Il ghiacciaio Valhalla è un ghiacciaio lungo circa 3 km situato nella regione centro-occidentale della Dipendenza di Ross, in Antartide. Il ghiacciaio, il cui punto più alto si trova a circa 1600 m s.l.m., si trova in particolare nella zona occidentale della dorsale Asgard, a est del ghiacciaio Heimdall, dove fluisce verso nord partendo dal versante settentrionale del monte Valhalla e scorrendo lungo il versante meridionale della valle di Wright, senza però arrivare sul fondo della valle ma alimentando, durante il suo scioglimento estivo, il fiume Onyx, situato sul fondo di questa.

## Storia
Il ghiacciaio Valhalla è stato mappato dalla squadra occidentale della spedizione Terra Nova, condotta dal 1910 al 1913 e comandata dal capitano Robert Falcon Scott, ma è stato così battezzato solo in seguito dal Comitato consultivo dei nomi antartici e dal Comitato neozelandese per i toponimi antartici in associazione con il nome della dorsale Asgard, nella mitologia norrena, infatti, il Valhalla è una maestosa ed enorme sala situata ad Ásgarðr, il mondo divino governato da Odino.